# 子午の役
子午の役（しごのえき）は、中国三国時代の230年に、蜀と魏の間で起きた戦い。魏の曹真が複数路を経由した大規模な蜀への侵攻を行ったが、本隊は大雨により漢中に到達できず兵を引き、分散した諸軍は局地的に蜀軍に敗北した。

## 前史
228年、劉備の意思を継いだ蜀漢の丞相諸葛亮は出師の表を上表し、魏への北伐を開始した。魏は諸葛亮の侵攻を街亭の戦い・陳倉の戦いにおいて退けたが、229年には諸葛亮によって武都郡・陰平郡を奪われていた。
魏の太和4年（230年）大司馬であった曹真は連年の蜀の侵攻に対し、蜀の討伐の必要を訴え、複数のルートからなる大規模な侵攻を行えば大勝することが出来ると、皇帝曹叡に上表し受け入れられた。

## 戦闘経過
曹真は8月に長安を発し、曹叡は親しくこれを臨送した。曹真は斜谷から南進し漢中に入る予定であったが、司徒華歆は病をおして上表し、労役によって民が疲弊していること、長距離の食料運搬は用兵に難があることを挙げ、険阻な道を深入りして攻めても勝つことはできず天命を待つべきだと主張した。また司空鎮軍大将軍陳羣が斜谷の険阻さを危ぶみ上表するに「昔、張魯を攻めるために陽平に至った際、豆や黍などを収奪して食糧に当てるのが精いっぱいで、張魯の食糧は欠乏しておりました。今はさらに食料は無く、斜谷は険阻で進退の難しい場所で輸送しても、必ずや断ち切られます。守りの兵士を多く置こうとしても、兵士は損なわれてしまいます。熟慮をなさいますように」と述べたことから曹真の本隊は改めて上表し子午道を経由する計画を立てた。陳羣はまた上表し子午道もまた不便な土地であり、併せて計略を用いて慎重をきして軍を興すように言った。
曹叡は陳羣の言葉を勅許としてくだし、曹真が子午道を通り、斜谷は征西車騎将軍張郃がこれを進み曹真の本隊を輔けることとなった。大将軍の司馬懿は西城から進発し漢水をさかのぼり、南鄭で曹真と合流することとし。雍州刺史郭淮は後将軍費曜らを従え武威郡より兵を進め、それぞれ漢中を目指した。
諸葛亮は魏の大規模攻勢を知ると、漢中太守魏延に即座に防備を固めるように指示し、赤阪等の要地を自ら固め、驃騎将軍李厳に二万の兵の指揮を執らせて漢中に駐屯させ敵の攻撃への備えとし、李厳の子である李豊を代わりの江州都督にするよう上表し、後方をゆだねた。
魏軍は先鋒の偏将軍夏侯覇が、先んじて興勢まで到達しこれを包囲し、屯営を屈折した谷の下に築いた。蜀軍が反攻して夏侯覇の軍に攻撃を仕掛けると、自ら鹿角（敵の侵軍を阻む為に設置する防御兵器）の間で手づから奮戦し、援軍が到来した為、蜀軍から逃れることができた。
司馬懿は、西城から山を切り開いて道を作る一方で、沔水を遡上させ、水陸から同時に軍を進めた。朐忍に到着後、新豊県を攻略し、軍を丹口に駐屯させたとされる。
このころ、大雨が続き子午道では桟道の一部が崩壊し曹真の本隊は思うように進軍ができなかった。後に司馬彪が『戦略』という書物で語った所によると、数百里進んだところで大雨にあい、橋閣は破壞され、後軍では兵糧が腐り、前軍は孤立して乏しかったという。
諸葛亮は魏の進軍が滞っているのを知ると鎮北将軍魏延、関中都督呉懿を涼州羌中まで向かわせ陽谿で郭淮、費曜らを大破した。魏の郭沖が語った故事によるとこのとき魏延らを遣わした後に、司馬懿が陽平関に篭る諸葛亮の兵が少ないのを知り攻め寄せたところ、諸葛亮の空城計にかかり軍を引いてしまったという話が残るが、裴松之はこれを疑問視している。
魏の朝廷では曹真が長雨により進軍に窮していることを知ると、華歆・陳羣・少府楊阜・散騎常侍王粛らが曹叡に軍を引かせるよう上表したため、曹叡は勅許を降し、9月、曹真は全軍を撤退させた。

## 後史
魏では洛陽に戻った曹真は間もなく重病となり、曹叡が自ら見舞ったが病状は好転せず、翌年春3月に死去した。これにより諸葛亮との戦いは司馬懿に引き継がれることとなる。
蜀では戦後に功績によって、魏延が仮節・前軍師・征西大将軍・南鄭侯に、呉懿は左将軍・高陽郷侯にそれぞれ昇進した。

## 三国志演義
『三国志演義』では曹真が敗戦後、自分の才の及ばなさを嘆き、諸葛亮から与えられた侮辱の手紙を読み憤死するという創作が加えられるなど曹真にとっては散々な扱いがなされている。